# 金牛座SZ
金牛座SZ是位於黃道星座金牛座的一顆變星。這顆恆星的亮度接近肉眼可見的下限，以3.149天的週期，在視星等6.39等到6.69星等之間變化。根據視差的量測，到這顆恆星的距離約為2,070光年。有迹象表明這可能是一顆聯星系統，但證據並不確定。
這顆恆星的可變性是由卡爾·史瓦西（英語：Karl Schwarzschild）在1911年宣佈的，起初被命名為41.1910，週期為3.1484 d。勒維特（英語：Henrietta Swan Leavitt）將這項研究持續到1914年，產生了一個週期為3.1487 d的光變曲線。1916年，H.沙普利（英語：Harlow Shapley）的一項光譜研究表明，造父變星的這種恆星脈動使恆星分類的類型沿著光變曲線變化，從光度最低的F7到最高的A9。尤裏·尼古拉耶維奇·埃夫雷莫夫在1964年提出，這顆恆星位於疏散星團NGC 1647的東北方2.2°，可能是其暈成員。然而，後來因為自行不能吻合而，因而引起爭議。它在1985年被沃爾夫岡·吉倫確認為經典造父變星 。
在變星總表中，金牛座SZ被歸類為DCEPS型的仙王座δ型變星，它顯示出一條幾乎對稱的小振幅光變曲線。它在第一個泛音中脈動，並且在演化方面，正在經歷第二次穿越造父變星的不穩定帶。到1987年，已經觀察到金牛座SZ脈動週期的四次變化；脈動頻率每年減少-0.49 秒。這顆星的年齡大約是7,500萬年，質量是太陽的6倍，半徑是太陽的42倍。恆星的有效溫度、半徑和光譜類型在每個脈動週期中都會變化。